# Tipula (Pterelachisus) leucopalassa
Tipula (Pterelachisus) leucopalassa is een tweevleugelige uit de familie langpootmuggen (Tipulidae). De soort komt voor in het Oriëntaals gebied.